# NANA MIZUKI LIVE GALAXY 2016
『NANA MIZUKI LIVE GALAXY 2016』（ナナ・ミズキ・ライブ・ギャラクシー2016）は、2016年4月9日・10日に東京ドームで開催された、水樹奈々のコンサート。2016年9月14日には公演の模様を収録したBlu-ray DiscとDVDが発売された。

## 概要
2015年12月24日に水樹の公式YouTubeチャンネルで公開されたスペシャル動画において、開催が発表された。水樹としては2011年12月の『NANA MIZUKI LIVE CASTLE 2011』以来4年4ヶ月ぶり2度目の東京ドーム公演となった。
本公演の前の週に当たる3月31日・4月1日にμ'sが声優ユニットとしては初、声優全体では2例目となる東京ドーム公演（『ラブライブ! μ's Final LoveLive!〜μ'sic Forever♪♪♪♪♪♪♪♪♪〜』）を開催しているが、声優ソロアーティストかつ東京ドームでの複数回公演は2016年4月時点で水樹が唯一となる。また、前回公演から4年4ヶ月で2度目通算4公演と日本国内女性ソロアーティストとしては最速の最多公演を達成している（当時は安室奈美恵と回数タイ記録）。4月10日の公演で自身のライブ公演回数が通算150回に達している。
歌手デビュー15周年に達したことから、選曲コンセプトとして15年間を自身の名前にちなんで7年ごとに年代で分けており、9日の「-GENESIS-」は「創世期」としてデビューした2000年から2007年の楽曲を、10日の「-FRONTIER-」は「開拓期」として2008年から2014年の楽曲を、それぞれ中心に選曲し、2015年からの楽曲を7曲両日共通で組み入れている。
ステージコンセプトは「GALAXY」の名の通り「宇宙」となっており、大型演出として「宇宙魔女っ子」をコンセプトとした衣装で惑星型のバルーンにつられたほうきに乗って2階スタンド席の高さまで飛んだほか、後半では全長7.7m、重さ1.5tの巨大ロボット「GALAXY-7」も登場している。後半のショートムービーでは水樹と共演歴のある石川英郎と瀬戸麻沙美が出演している。
10日の公演の最後には9月22日に阪神甲子園球場でライブを開催することが発表された。
ライブビデオは各日の公演をそれぞれBlu-ray Disc2枚組またはDVD3枚組で収録している。映像特典として各日の公演メイキング映像、バックバンド「Cherry Boys」の歌う「銀河戦士チェリボセイバー」とバックダンサーチーム「team YO-DA」が踊る「トキメキ★プラネット」の、それぞれ場内ビジョンで使われた映像を収録、本編では水樹他によるオーディオコメンタリーを収録している。
2016年9月26日付オリコン週間ランキングでは、『-FRONTIER-』が初週11,383枚、『-GENESIS-』が11,231枚を売り上げ、BD総合ランキングで3・4位に、ミュージックBDランキングでは1・2位にランクインした。水樹によるミュージックBDランキング1・2位独占は2012年5月14日付ランキングでの『NANA MIZUKI LIVE CASTLE×JOURNEY-QUEEN-』『-KING-』で記録して以来4年4ヶ月ぶり通算3度目となり、自身がソロアーティスト歴代1位記録を持つミュージックBD部門1位獲得作品数も通算11作目となった。
また、2017年3月18日に『-FRONTIER-』が、4月23日には『-GENESIS-』が、いずれもWOWOWライブでテレビ初放送された。

## 収録内容
|    | -GENESIS-                                        | -FRONTIER-                                       |
| -- | ------------------------------------------------ | ------------------------------------------------ |
| 01 | OP MOVIE                                         | OP MOVIE                                         |
| 02 | ETERNAL BLAZE                                    | 禁断のレジスタンス                               |
| 03 | 残光のガイア                                     | Synchrogazer                                     |
| 04 | suddenly 〜巡り合えて〜                          | BRIGHT STREAM                                    |
| 05 | MC 1                                             | MC 1                                             |
| 06 | Never Let Go                                     | Never Let Go                                     |
| 07 | Bring it on!                                     | Trickster                                        |
| 08 | Exterminate                                      | Exterminate                                      |
| 09 | Cherry Boys SHOWCASE「銀河戦士チェリボセイバー」 | Cherry Boys SHOWCASE「銀河戦士チェリボセイバー」 |
| 10 | フリースタイル                                   | COSMIC LOVE                                      |
| 11 | エゴアイディール                                 | エゴアイディール                                 |
| 12 | What cheer?                                      | Mr.Bunny!                                        |
| 13 | MC2                                              | MC2                                              |
| 14 | deep sea                                         | 少年                                             |
| 15 | アンビバレンス                                   | アンビバレンス                                   |
| 16 | team YO-DA SHOWCASE「トキメキ★プラネット」       | team YO-DA SHOWCASE「トキメキ★プラネット」       |
| 17 | SUPER☆MAN                                        | SUPER☆MAN                                        |
| 18 | still in the groove                              | DISCOTHEQUE                                      |
| 19 | Take a shot                                      | 恋の抑止力 -type EXCITER-                        |
| 20 | MC3                                              | MC3                                              |
| 21 | リプレイマシン-custom-                           | FEARLESS HERO                                    |
| 22 | SHORT MOVIE「Future's Next」                     | SHORT MOVIE「Future's Next」                     |
| 23 | Glorious Break                                   | Glorious Break                                   |
| 24 | Orchestral Fantasia                              | VIRGIN CODE                                      |
| 25 | MC4                                              | MC4                                              |
| 26 | Love's Wonderland                                | Love Brick                                       |
| 27 | Clutch!!                                         | Clutch!!                                         |
| 28 | SUPER GENERATION                                 | POP MASTER                                       |
| 29 | MC5                                              | MC5                                              |
| 30 | New Sensation                                    | Astrogation                                      |
| 31 | ENCORE                                           | ENCORE                                           |
| 32 | BE READY!                                        | Rock you baby!                                   |
| 33 | MC6                                              | MC6                                              |
| 34 | Pray                                             | 天空のカナリア                                   |
| 35 | innocent starter                                 | 愛の星                                           |
| 36 | LINE UP                                          | LINE UP                                          |
| 37 | W ENCORE                                         | W ENCORE                                         |
| 38 | MC7                                              | MC7                                              |
| 39 | POWER GATE                                       | NEXT ARCADIA                                     |
| 40 | ENDING                                           | ENDING                                           |
| 41 | END ROLL                                         | END ROLL                                         |

### 特典映像
Making of LIVE GALAXY -GENESIS-/-FRONTIER-
銀河戦士チェリボセイバー
トキメキ★プラネット